# 長崎県立島原商業高等学校
長崎県立島原商業高等学校(ながさきけんりつ しまばらしょうぎょう こうとうがっこう, Nagasaki Prefectural Shimabara Commercial High School)は、長崎県島原市城内一丁目に所在する公立商業高等学校。略称は「島原商業」(しまばらしょうぎょう)、「島商」(しましょう)。

## 概要
歴史
1941年（昭和16年）に開校した「長崎県立島原商業学校」を前身とする。太平洋戦争中には工業学校に転換したが、戦後再び商業学校に戻る。1948年（昭和23年）の学制改革の際には現校名の「長崎県立島原商業高等学校」（新制高等学校）として発足するものの、間もなく長崎県立島原高等学校に統合され、同校の商業科・家庭科となる。1956年（昭和31年）に島原高等学校から分離し、再び現校名の「長崎県立島原商業高等学校」となった。2011年（平成23年）に創立70周年を迎えた。
校訓
「礼節・友愛・創造」
スローガン
目指せ！日本一！真心あいさつ島商！
教育方針
1. 和衷協同のもと、伝統ある校風の継承・発展に努め、誇り高く向上心盛んな活気溢れる学校をつくる。
2. 師弟同行のもと、文武両道の修練に励み、心身ともに健康で豊かな教養を備えた人間を育てる。

全生寮教育
- 「如何なる状況の中でも身を処して誤らない行動の基準を集団（学校）生活の中で体得する」という教育方針に則って行われる研修合宿。
- 「全生寮」は合宿施設の名称。名前の由来は「他者とともに生き、他者をことで自分も生きる、全てが生きる」という「自他一如[2]の精神」によるもの。
  - 1. 自己のうちに もてる全てを 発揮して 生きよう
  - 1. 全ての 他の人を 生かそう
  - 1. 全ての 人とともに 生きよう

教育目標
- 全生寮教育（上記参照）を通して「自他一如[2]の精神」を養い、知恵と勇気と行動力を備えた人間性豊かな人材を育成する。
  1. 商業（ビジネス）及び家庭に関する豊かな教養と，専門的知識・技能を兼ね備えた有為な人材の育成
  2. 人権に対する正しい理解と知識を深め，基本的人権を尊重する人材の育成
  3. 自主的な生活態度と，責任を重んじる人材の育成
  4. 文武両道を兼ね備えた、心身共に調和のとれた人材の育成

校章
「商」の文字が入っている。1956年（昭和31年）7月に制定。
校歌
1956年（昭和31年）に制定。作詞は宮崎康平（詩人）、作曲は森脇憲三（作曲家）による。歌詞は3番まであり、1番には「山（雲仙岳）」、2番には「海」、3番には「歴史（島原城）」が織り込まれており、「真理の追究・文化の発展・自由の創造」が歌われている。
設置課程・学科
全日制課程 3学科
- 商業科（商業に関する学科）

- ビジネスの基礎・基本の能力を身につけ，企業の活動や経済の仕組みを理解し，ビジネス社会で必要な知識と能力を養う。

- 情報処理科（商業に関する学科）

- 情報処理に関する幅広い知識・技術を習得し、企業の業務に必要なワープロ・表計算・データベース等を利用して情報を活用できる人材を育成する。 2年次より以下の2コースに分かれる。

- 「国家資格チャレンジコース」 - ITパスポート試験、基本情報技術者試験
- 「プログラミングコース」

- 家政科（家庭に関する学科）

- 生活産業で活躍できる人材（将来保育士・看護師・リハビリ系・福祉分野・栄養士・被服系を目指す者）の育成を目指す。男子も入学可能。個性を生かし専門性を身につけるために、2年次から家庭科の科目の3つの選択コースに分かれる。

- 「保育・看護コース」
- 「被服制作コース」
- 「フードデザインコース」

制服
男子はブレザー・ネクタイ、女子はセーラー服。
同窓会
「島商同窓会」と称しており、関東に支部（関東島商同窓会）を置く。2003年（平成15年）から、島商若手交流会｢若っかもんの会｣を行っており、島原商業に限らず、島原半島の他の高校出身者も参加している。

## 沿革
旧・長崎県立島原商業学校
- 1941年（昭和16年）4月1日 - 「長崎県立島原商業学校」が開校。第1回入学者は20名。校舎は島原高等女学校の旧校舎を利用。
- 1944年（昭和19年）4月1日 - 「長崎県立島原工業学校」に転換[1]。
- 1946年（昭和21年）4月1日 - 再び「長崎県立島原商業学校」に戻る。
- 1948年（昭和23年）4月1日 - 学制改革により、「長崎県立島原商業高等学校」（新制高等学校）が発足。

旧・長崎県立島原高等学校 商業科・家政科
- 1948年（昭和23年）11月 - 長崎県立島原高等学校（男子校）、長崎県立島原女子高等学校、長崎県立島原商業高等学校の3校が統合され、「長崎県立島原高等学校」となる。
  - 普通科、商業科、家庭科を設置し、学級数41・生徒数1982名の総合高等学校（長崎県下最大）となる。教職員87名。併設中学校[6]12学級・生徒数709名。
  - 校舎は2校舎制で、生徒は休み時間ごとに2校舎を行き来した。
    - 第一校舎 - 島原高等学校（旧制・島原中学校）の校舎 - 現・島原高等学校の校地
    - 第二校舎 - 旧・島原女子高等学校（旧・島原高等女学校）の校舎 - 現・島原商業高等学校の校地
- 1949年（昭和24年）
  - 6月7日 - 本校に定時制課程を設置。（入学生51名）
  - 6月 - 定時制有家分校（ありえ）を設置。
  - 7月 - 定時制神代分校（こうじろ）と定時制西有家分校（にしありえ）を設置。
  - 8月 - 定時制堂崎分校（どうざき）と定時制多比良分校（たいら）を設置。
- 1955年（昭和30年）4月 - 有家、西有家、堂崎分校が分離・統合の上、長崎県立島原南高等学校として独立。

長崎県立島原商業高等学校
- 1956年（昭和31年）
  - 4月1日 - 島原高等学校から商業科と家庭科が分離独立し、再び「長崎県立島原商業高等学校」（現校名）となる。
    - 校舎は第二校舎（旧島原高等女学校校舎）を使用。学級数は1学年商業科10学級 家政科3学級 計13学級。

  - 7月 - 校章を制定。
  - 11月10日 - 開校記念式典を挙行、校歌を発表。
- 1958年（昭和33年）12月1日 - 校旗制定式を挙行。
- 1960年（昭和35年）6月6日 - 旧高等女学校の寄宿舎を利用し、「全生寮教育」（集団生活指導・研修合宿）を開始。
- 1969年（昭和44年）10月26日 - 長崎国体において軟式庭球女子優勝、硬式庭球準優勝
- 1971年（昭和46年）8月8日 - 全国高等学校和文タイプ競技大会において優勝。
- 1973年（昭和48年）〜1977年（昭和52年） - 4年連続で、全国高等学校和文タイプ競技大会において優勝。
- 1977年（昭和52年）8月8日 - 全国高校総合体育大会サッカー大会で初優勝。
- 1978年（昭和53年）
  - 3月31日 - 全国ジュニア選抜軟式庭球大会で男子団体・個人優勝。
  - 4月10日 - 全生寮（合宿施設）を改築。
  - 5月8日 - 落成式を挙行。
- 1980年（昭和55年）
  - 3月25日 - 産振棟を新築。 （第1期）
  - 7月29日 - 全国高等学校和文タイプ競技大会において優勝。
- 1981年（昭和56年）
  - 3月28日 - 産振棟を新築。（第2期）
  - 10月18日 - 第36回びわ湖国体（滋賀県）サッカー競技で優勝。
- 1983年（昭和58年）
  - 全生寮の2階部分を増築。
  - 10月20日 - 第38回あかぎ国体（群馬県）サッカー競技で優勝。
- 1984年（昭和59年）8月11日 - 全国高等学校和文タイプ競技大会において優勝。
- 1985年（昭和60年）
  - 1月8日 - 第63回全国高等学校サッカー選手権大会で初優勝。
  - 3月8日 - 下足棟を新築。
- 1986年（昭和61年）
  - 3月31日 中庭に語らいの広場を造成。
  - 11月8日 - 玄関に校訓碑、中庭に優勝記念碑、全生寮碑を設置。
- 1987年（昭和62年）3月31日 - 軟式庭球コート4面工事を完成。
- 1989年（平成元年）
  - 4月 - 情報処理科を新設。[7]
  - 6月16日 - 駐輪場が完成。
- 1990年（平成2年）11月17日 - 雲仙普賢岳が噴火。
- 1991年（平成3年）〜1993年（平成5年） - 3年連続で全国簿記コンクール3等。
- 1997年（平成9年）10月27日 - 第52回なみはや国体（大阪府）男子ソフトテニス選抜において準優勝。
- 1998年（平成10年）4月- 国際経済科を新設。[7]
- 2006年（平成18年）- 創立50周年を迎える。
- 2011年（平成23年）- 国際経済科の募集を停止。
- 2013年（平成25年）3月31日 - 国際経済科[8]を廃止。

## 学校行事
3学期制
1学期
- 4月 - 入学式、歓迎遠足、全生寮研修、資格試験（家庭科技術検定）
- 5月 - 生徒総会、家庭クラブ総会、PTA母の会総会、資格試験（家庭科技術検定）
- 6月 - 長崎県高等学校総合体育大会（通称：県高総体）、全生寮研修、資格試験（全商珠算、電卓検定、全商簿記検定、家庭科技術検定、実用英検、漢字検定）
- 7月

企業・学校見学会（商業・国際経済・情報処理科）、クラスマッチ（球技大会、オセロマッチ）、高2職場実習、インターナショナルデイ（島原半島に赴任しているALTとの交流）、資格試験（全商ワープロ検定、県商電卓検定、家庭科技術検定）
- 8月

オープンスクール（「商業科デー」、「家政科デー」と称し、中学生対象の体験授業、体験実習を行う他、高校生が学科・学習内容のプレゼンテーションや部活動のアトラクション等を行う）、平和学習（9日 長崎原爆の日）、資格試験（漢字検定）
2学期
- 9月 - 体育大会（赤・青・黄・緑の4色に分かれて競う。よさこいなどもある）、資格試験（全商英語検定、県商簿記検定、全商情報処理検定）
- 10月 - 文化祭「清羅祭」、資格試験（家庭科技術検定）
- 11月

生徒会役員選挙、マラソン大会（男子10km、女子6km）、島商まちなか文化祭（校外（島原市商店街）での文化祭）、資格試験（全商珠算、電卓検定、日商簿記検定、全商ワープロ検定、家庭科技術検定）
- 12月 - 課題研究発表会（3年生課題研究12講座の授業での成果を発表）、クラスマッチ、修学旅行、3年生商業科による販売実習「うまかもん[10]市」、資格試験（県商電卓検定）

3学期
- 1月 - 資格試験（全商簿記検定、全商情報処理検定）
- 2月

企業見学会（家政科）、雲仙百年の森づくりの会 高校生卒業記念育樹植樹、資格試験（全商パソコンスピード入力認定検定、全商商業経済検定、日商簿記検定、漢字検定）
- 3月 - 卒業式（同窓会入会式）、クラスマッチ

## 部活動
運動部
- 剣道部
- 弓道部
- テニス部（硬式）
- 陸上部
- バスケットボール部（女子）
- バレーボール部（男子・女子）
- ソフトテニス部（男子・女子）- 県内強豪校として知られ、かつては長崎国体成年女子で優勝した。
- サッカー部（男子・女子）- 男子サッカー部は古豪[12]として知られ、インターハイや全国高校サッカー選手権で優勝経験がある。

文化部
- 美術部
- 書道部
- 茶道部
- 家政部
- バトントワリング部
- 理学部
- 図書部
- ワープロ部 - ワープロ部は全国高等学校和文タイプ競技大会で過去8回の優勝実績がある（上記沿革を参考）。
- 情報処理部 - 国家試験である「ITパスポート」をはじめとする情報処理関係の資格・検定に力を入れている。
- デパート部 - 島原商業では購買部のことをデパートと呼び、昼休みのパン・ジュース販売、放課後の帳簿記入を活動の中心としている。
- 視聴覚部 - 校内放送や体育大会や文化祭の司会進行などを行う。
- 吹奏楽部
- 商業部 - 「島原半島ジオパーク」と島原の活性化について調査・研究を行う。

## 学校間の連携
- 「学校間連携制度」
  - 教員組織、施設、設備等の関係で自校で開設が困難な科目を、他校の科目を履修することで、その学習成果を自校の科目の単位として認める制度で、「資格取得が可能」・「授業を通して他校の生徒と交流が持てる」というメリットがある。毎週、特定の曜日・時限に連携の授業が2時間行われており、以下の連携校4校は互いに所在地が近いので、休み時間に移動し、各校の授業を受けることとなる。
    - 長崎県立島原高等学校 - 倫理、英語ライティング、数学B（全日制課程）、書道（定時制課程）
    - 長崎県立島原農業高等学校 - 生物工学基礎、動物基礎、食品加工
    - 長崎県立島原工業高等学校 - 工業基礎を受講し「計算技術検定3級」と「情報技術検定3級」の資格取得が可能。
    - 長崎県立島原商業高等学校

簿記、情報処理、文書処理を受講し、それぞれ簿記検定3・4級、情報処理検定ビジネス情報部門2・3級、ワープロ検定3・4級の資格取得が可能。

## 開かれた学校・地域との交流
- 地域開放講座 - 地域住民対象に英会話教室やパソコン教室等を開講している。
- 文化祭「清羅祭」
2日間に渡って行われ、1日目は各クラスの発表、展示や販売、2日目は学校の近くにある島原文化会館において文化部発表や家政科のファッションショー等が行われる。
- 島商まちなか文化祭
校外、島原市商店街での文化祭で、「島商ップ[13]」での販売実習や文化系部活動の講演会・発表会・展示会が行われる。
島商ップは、課題研究の中の1講座である「空き店舗の活用」における活動の一環で毎年9月～12月の期間限定で、島原市商店街に開店する。
- リサイクル・ボランティア活動
プルタグ、ペットボトルキャップの回収を行い、地元社会福祉協議会等への車椅子の寄付、発展途上国へのワクチン寄付の一助となっている。
- 地域イベントへの参加
  - バトントワリング部や吹奏楽部、視聴覚部（放送）が、地元のイベントである「不知火[14]祭り」や「消防出初式」等に参加している。
  - 課題研究の中の1講座、「郷土芸能による地域への貢献」講座において、生徒が郷土芸能の不知火和太鼓の演奏方法を習得した上で、地元のイベントに参加し、地元のPR活動、地元活性化の一助となる取り組みを行っている。
- 課題研究の実用化
  - 2010年（平成22年）12月には、生徒の課題研究から生まれた菓子「ふげんプリン」が実際に市内の菓子店で販売された。
  - 部活動の1つである商業部が開発した商品が実用化され、島原市内の商店で販売されている。
    - 第一弾は「噴火ちゃんぽん」（2010年（平成22年））、第二弾は「きゃべつフィーユ」（2011年（平成23年））。

## 進路
- 進学 - 四年制大学、短期大学、看護学校、専門学校（医療・リハビリ系、福祉系、調理系、デザイン系、美容系など）
- 就職

## 著名な出身者
- 小嶺忠敏（長崎総合科学大学付属高校・総監督）
- 坪田和美（元サッカー選手）
- 中村重和（サッカー指導者）
- 小林伸二（ギラヴァンツ北九州監督・インターハイ優勝メンバー）
- 勝矢寿延（元サッカー選手）
- 植村修一（元サッカー選手）
- 中村真人（サッカー選手）

## アクセス
最寄りの鉄道駅
- 島原鉄道 「島原駅」

最寄りのバス停
- 島鉄バス - 「文化会館」、「大手」、「浦ノ川」バス停

最寄りの道路
- 国道251号（島原街道）
- 長崎県道58号愛野島原線
- 長崎県道202号野田島原線

## 周辺
歴史建築・資料館
- 島原城
- 島原武家屋敷街
  - さかきばら郷土資料館

官公署・郵便局
- 島原市役所
- 島原振興局
- 島原江戸町郵便局

学校
- 島原市立第一小学校
- 島原市立第一中学校
- 長崎県立島原高等学校
- 長崎県立島原工業高等学校
- 長崎県立島原農業高等学校

文化施設
- 島原図書館
- 島原文化会館

企業
- 九州電力島原営業所